# Список волонтерів російсько-української війни (2014 — дотепер)
У цій статті наведено перелік волонтерських організацій та окремих активістів, які допомагають українській армії, Національній гвардії та іншим формуванням, зокрема добровольчим, які воюють на боці України в російсько-українській війні.
Загальний опис, історію, аналітику, критику та іншу загальну інформацію про волонтерський рух підтримки українських військових під час зазначеної війни читайте у статті «Волонтерський рух допомоги українським військовикам (2014 — дотепер)».
Перелік держав, які надали Україні військову та/або гуманітарну допомогу у цьому конфлікті, наведено у статті «Гуманітарна та військова допомога Україні (з 2014)».

## Організації

### Всеукраїнські

#### Львівський оборонний кластер
Організація «Львівський оборонний кластер»  – об'єднання волонтерів та підприємств оборонного сектора, визначене Міністерством оборони України основним координатором волонтерського руху, направленого на організацію виготовлення бронежилетів.
Максим Плєхов, голова Правління Львівського оборонного кластера, є засновником Харківського підприємства, що з 2014 року на волонтерських засадах виготовляло бронежилети для учасників Революції Гідності, військовослужбовців та волонтерів, які вирушали на схід. З початком повномасштабного вторгнення харківська команда переїхала до Львова та розпочала великий волонтерський проєкт у співпраці з місцевою бізнес-спільнотою та підприємствами — так виник "Львівський оборонний кластер". На підприємстві виготовляють бронежилети відповідно до державного стандарту. Вони мають 4 клас захисту.
Львівський оборонний кластер (ЛОК) – середовище небайдужих людей, бізнесів і проєктів, що змогли об’єднатися заради захисту тих, хто сам стоїть на захисті. ЛОК виконує регулярні поставки бронежилетів на безоплатній основі на потреби Збройних сил України, Національної гвардії України та ін. Станом на квітень 2023 року на потреби захисників України було безкоштовно укомплектовано не менше ніж 95 000 бронежилетів.
Окрім того бронежилети виробництва ЛОК передають не лише захисникам, а й ДСНС, пресі, медикам, комунальникам, а також бронежилети для евакуації дітей отримує Національна поліція.

#### Крила Фенікса
Організацію заснував і очолює Юрій Бірюков — бізнесмен, волонтер, медик, згодом радник президента України. Активісти «Крил Фенікса» займаються забезпеченням армії засобами особистого захисту, технікою, обладнанням, лікуванням поранених, ремонтом будівель військових частин, закупівлею індивідуальних аптечок. Також ведеться активна робота з забезпечення української армії безпілотною розвідувальною авіацією. На забезпеченні волонтерів цієї групи знаходяться кільканадцять військових підрозділів. Допомога приймається у вигляді грошових переказів або безпосередньо речами у штаб групи — місто Київ, вулиця Олеся Гончара, 52.
Волонтерами групи «Крила Феніксу» був відремонтований з аварійного стану АН-26 «Везунчик» 15-ї Бориспільської бригади транспортної авіації. Була виконана діагностика всього обладнання, ремонт двигунів, ремонт шасі, закупівля нових шин, ремонт гвинтів, встановлення нового обладнання. Літак отримав бортове ім'я «Фенікс». Він виконує транспортні завдання в зоні АТО.

#### Народний проект
«Народний проект» заснував у березні 2014 року IT-підприємець Давид Арахамія зі знайомими. Організація займається різноманітними проєктами допомоги (технічними, побутовими, тренувальними, медичними, соціальними тощо) військовим із багатьох різних формувань. Серед цих проєктів є як її власні, так і сторонні задуми, що пройшли її перевірку. За словами волонтерів групи, вони надають пріоритет роботі, якою не займається Міноборони, насамперед високотехнологічним розробкам. Станом на 4 серпня 2016 завершено 55 проєктів і виконуються 37, на 6 із яких триває збір коштів. Сумарний бюджет усіх програм — понад 87 млн гривень. Пожертви організація збирає через різні системи безготівкових переказів. Кожен проєкт має на її сайті окрему сторінку з описом, даними про хід виконання, форумом і автоматично оновлюваним звітом про надходження.

#### Армія SOS
«Армію SOS» заснували чотири волонтери в березні 2014. Вона допомагає багатьом військовим формуванням за таким напрямами:
- виготовлення безпілотних літальних апаратів. Активісти передають їх військовим, іншим волонтерським групам, а також регулярно ведуть розвідку для армії власними силами[14][15][16];
- закупівля та програмування планшетів для артилеристів. На планшети встановлюють карти місцевості та програми для артилерійських розрахунків, що значно пришвидшують роботу[9][16];
- постачання автотранспорту, радіорозвідувального обладнання, глушників для зброї тощо[9][17].

Організація збирає пожертви через системи електронних переказів та приймає речову допомогу. Її осередки є в Києві (вул. Василя Яна, 3/5) та Дніпрі (вул. Коцюбинського, 16Б); кілька осередків працюють або працювали за кордоном, зокрема в Канаді, США, Великій Британії, Іспанії та Німеччині. Станом на початок 2016 було зібрано більше 20 млн гривень та багато негрошової допомоги, виготовлено більше 100 безпілотників, закуплено близько 100 машин та більше 2000 планшетів. Фінансові звіти організації доступні на її сайті.

#### Підтримай армію України
Благодійний фонд створено на основі волонтерської групи «Підтримай армію України», яка об'єднала більше 12 тисяч учасників з усієї України та світу та реалізувала понад дві сотні проєктів по підтримці армії. Перші проєкти групи на початку березня 2014 року були пов'язані з виведенням військовослужбовців із Криму, а також підтримкою військових підрозділів, що першими встали на захист української території. Фонд спеціалізується передусім на питаннях матеріально-технічного забезпечення військових у зоні АТО (одяг, взуття, амуніція, обладнання та інструменти, рішення, спрямовані на покращення побутових умов), проєктах у сфері військово-цивільного співробітництва в зоні АТО, допомозі медичним закладам та польовим госпіталям на прифронтовій території та в зоні проведення бойових дій. За перші 10 місяців своєї діяльності волонтерами фонду зібрано коштів та товарів на загальну суму більше ніж 1,3 мільйони доларів. Волонтери фонду постійно відвідують зону АТО та підшефні військові підрозділи з метою уточнення та актуалізації потреб військових. Регіональні представництва фонду діють у Запоріжжі, Маріуполі, Луцьку та на Закарпатті. На волонтерському складі постійно проходить збір речей першої необхідності для військових у зоні АТО. Адреса складу: Київ, вул. Васильківська 1, оф. 118. Голова правління фонду — Анна Сандалова.

#### Волонтерська сотня
Волонтерська сотня заснована депутатом України, громадською діячкою Оленою Масоріною. Волонтерська Сотня почала діяти під час Євромайдану (зокрема надавала допомогу пораненим), а нині допомагає бійцям АТО. Під опікою групи знаходяться переважно добровольчі батальйони — більше 30. Основними задачами фонду є допомога підрозділам ЗСУ та МВС нелетальними системами захисту, технічна, медична та продовольча допомога. Організація надає допомогу пораненим, займається госпіталізацією, допомогою в лікуванні, залученням іноземних спеціалістів, реабілітацією під час та після одужання, допомагає військовим госпіталям зони АТО. Також організовує благодійні культурні заходи, направлені на допомогу українським бійцям — концерти, виступи, фестивалі, ярмарки тощо. Штаб організації знаходиться в місті Києві, вул. Московська, 41/8.

#### ФОНД Діани Макарової
ФОНД Діани Макарової — ініціативна група активістів з надання допомоги армії та Національній гвардії України, пораненим та біженцям, сім'ям військовослужбовців. Ф. О. Н. Д. (Фонд оперативної національної допомоги) поповнюється за рахунок добровільних внесків небайдужих громадян різних країн. Фонд існує з 21 січня 2014 року та починав з постачання необхідних речей активістам Майдану, в тому числі виробляв бронежилети. Надалі організація займається адресною допомогою військовим, які знаходяться в зоні проведення АТО. Перевізники Ф. О. Н. Д.у доставляють посилки, замовлені бійцями, одразу на позиції. Голова Ф. О. Н. Д.у Діана Макарова нагороджена орденом княгині Ольги III ступеня.

#### Козацька гвардія України
- Організацію було засновано у 2021 р. Тоді члени Організації увійшли до складу декількох районних Громадських рад м. Києва [25][26], провели турніри з декількох видів спорту, сприяли будівництву дитячого табору та військово-патріотичному вихованню молоді, а також створили екологічний проєкт «Зелена Україна» та окремий комерційний напрямок Cossack Capital (ТОВ «Козак Кепітал»). Наприкінці року у науковому журналі «Зовнішні Справи» було опубліковано статтю під назвою «Аналіз та пропозиції щодо розвитку Української Держави та Нації шляхом втілення Козацької Ідеї» [27]. Дана стаття фактично є програмою Козацької гвардії України, яка включає аналітичну роботу з визначення актуальних проблем українського суспільства та держави, а також потенційні шляхи їх вирішення.
- У 2022 р. Організація та її члени взяли участь у допомозі Україні в ході російсько-української війни. Надавали допомогу, як армії, так і цивільним: фінансово, продуктами, ліками, засобами гігієни, транспортом та паливом. Деякі з членів Організації пішли на фронт, де тримали оборону кордонів та виловлювали мародерів і диверсантів. Завдяки IT-спеціалістам атакували ворога інформаційно та блокували небезпечні ресурси. Окремо завдяки власним чатам в соціальних мережах вели активну діяльність з інформування населення, виявляли фейки та сприяли психологічній і фізичній допомозі цивільним громадянам та військовим, у тому числі, завдяки сітці інформаторів, надавали інформацію спецслужбам щодо дислокацій та пересувань військ агресора. Також вплинули на поліпшення процедури проходження гуманітарної допомоги через кордон. А за підтримки відомих українських зірок та спонсорів провели благодійний захід «Разом до перемоги!» у Fairmont Grand Hotel Kyiv, зібрані кошти з якого були направлені на закупівлю одягу та обладнання для особового складу 114 окремої бригади СТрО ЗСУ.
- Починаючи з 2023 р. Організація здебільшого займається благодійними та соціальними проєктами, аналітичною, освітньою та науковою сферами діяльності, опікується ветеранами та постраждалими від війни. Організація провела численні заходи, зокрема, завдяки проведеному заходу «Хустина відбудови» та його партнеру – українському бренду Fine Genes (Файні Гени) влітку 2023-го відбулося відкриття Доброго пункту охорони здоров’я на базі Мукачівського дитячого будинку-інтернату Закарпатської обласної ради. Також Організація провела ремонтні роботи у Домбоківській спеціальній школі I-II ступенів Закарпатської обласної ради, де проживають та навчаються діти-переселенці з Дніпровського дитячого будинку. Згодом за підтримки Головнокомандувача Збройних сил України Валерія Залужного реалізували проєкт «Браслет для перемоги», спрямований на збір коштів, які пішли на закупку 20 дронів 125 окремій бригаді СТрО ЗСУ. Також члени Організації долучилися до розробки модуля електронної демократії eDem, частини екосистеми управління відбудовою інфраструктури DREAM.
- У 2024 р. Організація заснувала проєкти Cossack Club та Society Development Academy, в які залучає амбітних та цілеспрямованих громадян задля побудови могутньої української держави та нації.

#### Повернись живим
«Повернись живим» — одна з перших волонтерських організацій. Заснована навесні 2014 року Віталієм Дейнегою. Спеціалізується на забезпеченні військових тепловізорами та приладами нічного бачення; крім того, постачає приціли, переносні радіостанції, GPS-навігатори, обмундирування та багато іншого. Впроваджує електронні системи керування артилерійським вогнем та розрахунку налаштувань для танкової стрільби, бере участь у програмах підготовки саперів, танкістів та снайперів, займається медичними й психологічними проєктами. За даними організації, вона працює з усіма підрозділами, що перебувають у найгарячіших місцях і мають найскладніші завдання, — Збройними силами, Нацгвардією, підрозділами спецпризначення МВС та СБУ, прикордонними військами та добровольчими батальйонами. Станом на 26 грудня 2019 було надано допомоги на 157,79 млн гривень. Звіт про внески та витрати відкритий і доступний в інтернеті.

#### Combat-UA
Організацію Combat-UA заснували троє волонтерів 2014 року; спочатку вона діяла в рамках проєкту «Крила Фенікса». Група спеціалізується на допомозі військам спеціального призначення, але працює і з іншими підрозділами. Серед напрямів її роботи — напрямок підготовки снайперів, що проводився 2015 та 2016 року (за участі інших волонтерських груп та під патронатом Генштабу), ремонт тепловізорів та інших оптичних приладів для учасників АТО, налагодження механізму легальної передачі зброї від мисливців, що бажають допомогти військовим, модернізація зброї, різноманітне технічне, речове, медичне та інше забезпечення.

#### БФ «Миротворці України»
Група активістів, яка спрямовує зусилля на підтримку Української армії: забезпечення транспортними засобами, екіпіруванням, аптечками, ремонт та закупівля запчастин для військової техніки, тренінги. «Миротворці України» забезпечують близько 3500 воїнів, а саме: Донецький прикордонний загін, Луганський прикордонний загін, Маріупольський загін морської охорони, Морська піхота, БТО «Чернігів», БТО «Шторм»

#### БО «Благодійний фонд освітніх інновацій»
Надавав допомогу військовим підрозділам ЗСУ і НГУ, зокрема, здійснював матеріально-технічне забезпечення добровольчого полку «Азов». Основна увага БФ — закупівля і ремонт військової техніки, лікування та реабілітація поранених бійців, забезпечення формою та спорядженням. Загалом БФ надав допомоги українським військовим на суму більше 100 млн.грн. БФ закупив і відправив на фронт для більше 80 одиниць техніки. Зокрема, під бойові потреби полку «Азов» були придбані і переобладнані 55 пікапів Mitsubishi L200. БФ оформив договір оренди на виробничі площі заводу «Атек», де здійснювався ремонт військової техніки та розроблялись нові зразки бойових машин. Створена Школа офіцерів, розроблена навчальна програма, карти, підручники для командирів підрозділів «Азова», де проводили навчання за стандартами НАТО військові інструктори з країн НАТО. 21.10.2016 року виробнича база ІГ «Арей» була захоплена азовцями, а військова техніка, конструкторська документація викрадена. За фактом захоплення оборонного підприємства СБУ було розпочате кримінальне провадження. У 2018 році виробничі цехи були зруйновані В. Столаром. БФ заснував ТОВ «Інженерна група „Арей“», яка веде інженерно-конструкторські розробки нової техніки та модернізацію наявної, а з 2018 року виконує державне оборонне замовлення.

#### БО «БФ Марини Шеремет»
Фонд заснований ініціативною групою з метою координації зусиль волонтерів для допомоги військовим та пораненим в зоні бойових дій. Засновником і лідером є Марина Шеремет. Волонтери фонду, Бобровицька Лариса та Калоєва Маргарита, щоденно здійснюють різні види благодійної діяльності, які направлені на задоволення потреб та звернень бійців та допомогу дітям-сиротам, що виїхали з окупованих територій. Це збір одягу, іграшок та побутових приладів для багатодітних сімей-переселенців, забезпечення дітей харчуванням в достатньому обсязі та інше.
Щотижня в зону бойових дій (госпіталі, лікарні, батальйони та взводи Національної гвардії) волонтери відвозять зібрану матеріальну допомогу, зокрема ліки, продукти харчування, форму та інше.

#### ГО «Ініціатива Е+»
Народилась з медичної допомоги під час Революції Гідності в Україні: мобільні медичні бригади, медичні пункти, евакуація поранених, підпільні шпиталі та лазарети, зокрема, в лютеранській церкві Св. Катерини в Києві. Досвід співпраці з МБФ «Карітас України», МБФ «People in need», Посольством Республіки Чехія в Україні та ін.
Основні напрямки діяльності:
- допомога пораненим, медичний супровід;
- допомога військовим: від тактичних аптечок до тепловізорів та автомобілів;
- допомога дітям: від організації оздоровлення гарячих точок Донеччини та Луганщини — до опіки над сім'ями загиблих героїв;
- допомога лікарням та шпиталям.

#### БФ «Союз Волонтерів України»
За інформацією БФ «Союз волонтерів України», він був створений для допомоги дітям з онкологічними та іншими тяжкими захворюваннями, але займається й підтримкою українських військових (допомагає обмундируванням та харчами). На сайті організації є низка звітів про допомогу 57-й бригаді, 3-му полку спецпризначення, батальйону імені Кульчицького та іншим військовим підрозділам.

#### Волонтерська група Романа Доніка
Волонтерська група Романа Доніка виникла, об'єднавшись навколо активіста Романа Доніка у березні 2014 року. Спочатку в групі об'єдналися харків'яни для допомоги підрозділам, які охороняли Харків від сепаратистських сил, а також для акумулювання сил при будівництві блок-постів навколо міста. Надалі група волонтерів розширилася і охоплює не тільки Україну, а й багато країн Європи.

#### Українська Жіноча Варта
Українська Жіноча Варта — всеукраїнська добровільна жіноча організація, що виникла 2014 року з початком російсько-української війни та розпочала свою діяльність з масових навчань для жінок з домедичної, загальновійськової, самооборони, психологічної та психіатричної підготовки.
Українська Жіноча Варта надає юридичну, психологічну, інтеграційну, консультаційну допомогу як окремим жінкам, так і жіночим громадам по всій території України. Також УЖВ постійно надає правову допомогу жінкам в армії та їх родинам та проводить навчання для жінок з розвитку особистості. Також УЖВ активно сприяє створенню жіночих соціальних підприємств.

#### Всеукраїнський фонд Територія Добра
Територія Добра — благодійний фонд який з 2015 року займається забезпеченням військових підрозділів України в зоні АТО. Також постійно допомагає дітям, які проживають на лінії зіткнення.

#### Центр «Миротворець»
Центр «Миротворець» — всеукраїнська організація, що формує базу особистих даних членів незаконних збройних формувань, російських найманців та військовослужбовців ЗС РФ, що беруть участь в бойових діях на території України та здійснюють окупацію Криму. Активно співпрацює з СБУ, ДПСУ та МВС.
Громадська організація «Штаб національного спротиву Збаразького району»
Організація заснована у травні 2014 року з метою забезпечення усім необхідним, місцевих мешканців, які відправлялися у зону проведення антитерористичної операції. З часом, допомога почала надаватися багатьом підрозділам ЗСУ та добровольчим загонам, котрі несуть службу на передових позиціях фронту. Діапазон потреб над якими працює колектив штабу, є дуже широким, але зосередження йде на таких речах як тепловізійні оптичні прилади, приціли, автомобілі, безпілотні літальні апарати для розвідки, обмундирування та багато іншого. Засновниками організації є Юрій Горайський та Володимир Голоднюк.
Благодійний фонд Петра Порошенка
Благодійний фонд Петра Порошенка — українська неприбуткова організація, заснована Петром Порошенком та його родиною у 2012 році. Фонд здійснює гуманітарну, освітню, медичну та військову підтримку, особливо активізувавши діяльність після початку війни на сході України у 2014 році та повномасштабного вторгнення Росії у 2022 році. Серед напрямів роботи — допомога Збройним Силам України, закупівля медичного обладнання, підтримка шкіл, переселенців, ветеранів та родин загиблих військових.

### Локальні
Волонтерські організації діють в усіх великих містах України (крім підконтрольних терористам та російським військам) та в сотнях інших населених пунктів.
Громадські та релігійні об'єднання України, які займаються волонтерством:
- Автомайдани в обласних центрах та інших містах
- Самооборона Майдану обласних центрів та інших міст
- «Центри забезпечення військових»
- Всеукраїнська мережа благодійної організації «Карітас України» УГКЦ

#### Київ
- ГО «АвтоГромада» — допомога 30-ій, 128-ій бригаді та іншим; склад за адресою Олександра Кошиця, 11.
- АвтоМайдан Київ
- «Армія SOS»
- ГО «Афіна-Україна» — займається виготовленням маскувальних сіток та пончо, зробили понад 10000 м² сіток та понад 100 пончо
- БФ «БОН» — «Благодійне Об'єднання Нації» — з липня 2014 активна допомога добровольчим батальйонам (ОУН, Айдар, Азов, ДУК), військовим ЗСУ (12БТРО, в/ч В1688) та іншим. Голова фонду — волонтер АТО, кавалер ордену Княгині Ольги — III ступеня, громадський активіст, студентка Сорбонни (Париж), міс Київ-2006 Бріт Ореста Павлівна.
- Браслети виживання для армії — забезпечення українських військових браслетами з паракорду[38].
- Громадянський рух «Відсіч» — допомога 95-ій ОАЕМБ, 128-ій бригаді та іншим; у минулому — 1-му та 2-му батальйонам оперативного призначення Національної гвардії України, переформовані пізніше в батальйон імені Кульчицького. Також — поширення листівок із закликами до допомоги військовим, збір такої допомоги, проведення акцій із закликами забезпечити українських військових тощо.
- Всеукраїнський громадський центр «Волонтер» проводить збір речей першої необхідності для військових у зоні АТО та біженців на вул. О. Довженка, 2.
- Об'єднання патріотів «Волонтери без кордонів» — закупівля та доставка необхідного особисто в руки бійцям АТО. Є представники в різних містах України та Європи.
- «Волонтерська сотня»[39]
- ГО «Волонтерський рух Батальйон Сітка» м. Київ (безкоштовне виготовлення камуфльованих сіток, маскувальних костюмів Ghillie, збір одягу для військових у зоні АТО, виготовлення білизни, подушок)[40]
- Волонтерська Ініціатива «Герої АТО» — збір і систематизація інформації про поранених учасників бойових дій у зоні АТО.
- Благодійний фонд «Героїка»[41]
- ГО «Громадська Варта Подолу» (вул. Полкова, 57В)
- «ДемАльянс допомога» (юридична, інформаційна, психологічна допомога солдатам та їх родинам; пункт прийому речей та продуктів)[42];
- БФ «Допомога АТО»
- «Допоможемо разом!» — допомога 12-му батальйону територіальної оборони «Київ», 30-ій окремій механізованій бригаді (Новоград-Волинський), Державній прикордонній службі, 17-му батальйону територіальної оборони (м. Кіровоград), 25-ій Окремій повітряно-десантній бригаді (м. Дніпропетровськ), 27-му реактивному полку (м. Суми)
- «Допоможи Допомагати!»
- ГО «Екологія та здоров'я». Створена 1997 року, займалася пропагандою здорового способу життя. З 2013 року активісти організації взяли участь у роботі шпиталів, лікуванні, доставці медикаментів. 2014—2015 року вони створили Волонтерський координаційний Центр «Волонтерський національний Рух при ГО „Екологія та здоров'я“»,[43] (вул. Борщагівська 154, ТЦ «Мармелад»). Основні напрямки роботи центру[44]: гуманітарна допомога постраждалим на Майдані та в АТО, медико-психологічна реабілітація, навчання та підготовка (медицина, психологія, перша допомога), тренінги та семінари волонтерам для роботи в АТО, юридичний, медичний та психологічний супровід волонтерів, добровольців та постраждалих, фізична реабілітація постраждалих в АТО та на Майдані, допомога речами сім'ям воїнів, окремо збір речей для сімей бійців із дітьми до 5-ти років та допомога молодим матерям і сім'ям з малими дітьми, збір та доставка речей, продуктів харчування, одягу, предметів гігієни, білизни бійцям в зоні АТО, в шпиталі в зоні АТО та переселенцям, формування аптечок, постачання медикаментами, речами, одягом, білизною, медичними приладами, предметами захисту, координація різних волонтерських груп. Основні зони допомоги: 95 бригада, 7 та 8 Львівські батальйони, вінницький батальйон спеціального призначення, батальйон «Айдар», 93 бригада, доставка допомоги на передній край зони бойових дій.
- «Захистимо захисника» (від травня 2014) — координація допомоги для бійців у зоні АТО.[45]
- «Зігрій солдата» — склад за адресою вул. Васильківська, 1
- ГО «Картографічна сотня» — паперові та електронні карти, навігатори, спеціальні програми для військових.
- Волонтерське об'єднання «Кожен Може допомогти» (допомога військовослужбовцям, постраждалим цивільним, вимушеним переселенцям). Має пункти на Фролівській 9/11, на Броварському проспекті 15 та в Лабораторному провулку 20[42].
- «Крила Фенікса»
- Кухарська сотня столиці — сухі борщі, сухі супи, сухпайки для бійців[46].
- «Матриця технологій». Займається виготовленням безпілотних літальних апаратів та іншими військовими технологіями; керівник — колишній співкоординатор «Армії SOS» Юрій Касьянов[47];
- Типографське підприємство «Мега-Поліграф» (за деякими даними, станом на лютий 2015 надало допомоги — зокрема автотранспорту — на 40 млн гривень)[48][49][50].
- Фонд «Мир і Ко» — організація допомоги військовим та біженцям. Засновник — Мирослав Гай.[51]
- ГО «Міжнародний Альянс Братської Допомоги» — підтримка бійців добровольчих батальйонів на лінії вогню (одяг, взуття, продукти харчування, медичні препарати, гуманітарна допомога); допомога пораненим бійцям (лікування, протезування, реабілітація в Україні та за кордоном). Переможець Національного конкурсу «Благодійна Україна» — 2014 у номінації «Неурядова організація».[52]
- ГО «Мотохелп» — медичне забезпечення медиків на передовій (медикаменти, обладнання та інструменти), забезпечення бійців ВСУ та НацГвардії амуніцією, екіпіровкою, оптичними приладами, тактичним спорядженням, індивідуальними аптечками тощо
- ГО «Надійний тил»
- ГО «Народний тил» — одна з найбільших волонтерських організацій країни[9];
- Офісна сотня допомоги Українській армії
- Всеукраїнське об'єднання «Патріот» (збір коштів на амуніцію, прийом допомоги в штабі на Пушкінській)[42];
- Фонд «Підтримай армію України» — допомога 95-й бригаді, 25-му батальйону, медичне забезпечення військових тощо[39][53]. Станом на серпень 2016 звітує про допомогу армії на суму майже 11,5 млн грн[54];
- Фонд «Повернись живим»
- Пункти прийому гуманітарної допомоги солдатам, організовані КП «Київпастранс» спільно зі Спілкою ветеранів Афганістану (вул. Фрунзе, 132; вул. Боженка, 127; вул. Павла Усенка, 7; вул. Васильківська, 22). Допомога відправляється батальйонам «Айдар» та «Київ-1»[42].
- Благодійний фонд «Рятуємо життя разом» (голова правління — Ярова Богдана Едуардівна)
- Громадська організація «Самооборона Троєщини» — допомога продуктами та речами учасникам АТО
- волонтери Спілок ветеранів
  - «Київська міська спілка ветеранів АТО» — психологічна та юридична допомога ветеранам АТО, юридична підтримка, сприяння в отриманні пільг. Матеріальна допомога воїнам АТО.[55]
  - Київської міської Спілки ветеранів Афганістану — збір, закупівля та доставка до військових підрозділів у зону АТО гуманітарної допомоги (медикаменти, продукти харчування, біноклі, приціли, супутникові телефони, ноутбуки, обмундирування, берці, бронежилети та каски), Вивезення із зони АТО легкопоранених бійців до Головного військового шпиталю, гуманітарна допомога дитячим будинкам[56]. За повідомленням Спілки, станом на травень 2016 було надано допомоги більш ніж на 21 млн гривень[57]. Кількох волонтерів організації відзначено орденом «За заслуги» III ступеня[22].
  - волонтери Спілки ветеранів Афганістану Шевченківського району міста Києва «МІСІЯ».
- ГО «Сприяння Збройним Силам України БУЛАТ»
- Столичні батончики — громадська волонтерська ініціатива з виготовлення енергетичних вітамінних батончиків для потреб українських воїнів.
- Центр допомоги пораненим — допомога пораненим та київському Головному військовому клінічному госпіталю
- Благодійний Фонд Марини Шеремет — допомога медикаментами, продуктами та речами підрозділам Нацгвардії, ЗСУ та Добровольчим загонам у зоні АТО. Допомога продуктами та речами багатодітним сім'ям, дітям-сиротам, які постраждали в зоні АТО (Вуглегірськ, Авдіївка, Золоте).
- Окремі волонтери: Горда Річард, Арсен Звенигора (11 БТО «Київська Русь»)[джерело?], Браславський Олег[58], Алекс Кобко (безкоштовне виготовлення армійських жетонів українським бійцям[59]), Лора Юшкевіч[60], турклуб «Гряда».

#### Вінницька область
На Вінниччині діє чимало волонтерських груп, деякі з яких входять у більші об'єднання. Зокрема, восени 2014 року були створені об'єднання «ВСІ разом» («Вінницькі соціальні ініціативи разом») та благодійний фонд «Об'єднання волонтерів Вінниччини». До першого входять 13 громадських організацій допомоги військовим, їх родинам та переселенцям, серед яких ГО «Бойові бджоли», «Батальйон психологічної допомоги», «Вінницька Кулінарна сотня», БФ «Подільська Громада», союз інвалідів «Гармонія», фонд «Без кордонів» та інші, а до другого — понад 200 волонтерів із різних організацій. За деякими оцінками, станом на липень 2016 волонтерські організації та населення області доправили гуманітарної допомоги на 33 млн гривень. Серед волонтерських груп області:
- Громадська організація «Бойові бджоли» на чолі з Ларисою Полулях — допомога медичним закладам та військовим із Вінниччини та інших областей. Постачає амуніцію та надає медичну, психологічну та юридичну підтримку[62][65][66];
- Міжнародний благодійний фонд «Без кордонів» на чолі з Оленою Павловою — допомога солдатам та переселенцям[62][67];
- Координаційний центр волонтерів Вінниччини — постачання продуктів, одягу та іншого[68];
- «Вінницький батальйон волонтерів» — постачання продуктів, засобів захисту та гігієни[69];
- Самооборона Майдану у Вінницькій області — різноманітна допомога, в тому числі постачання автотранспорту та виготовлення пристроїв для зняття розтяжок[70][71][72];
- «Волонтер-інфо» — інформаційний центр для учасників АТО[73];
- Центр підтримки учасників АТО та їх сімей на Єрусалимка, 8 (відкритий у травні 2016 за участі міськради)[74];
- Низка інших[75][76][77], у тому числі кілька груп, що займаються плетінням маскувальних сіток[78].

#### Волинська область
Станом на лютий 2015 на Волині діють десятки волонтерських організацій, а загальна вартість наданої ними допомоги оцінюється в кількасот мільйонів гривень.
- «Меценати для солдата» (співзасновники — Неоніла Головатська та Руслан Теліпський)
- благодійний проєкт «Діти Небесного Легіону» (координатор — Наталія Скиба)
- «Збережи життя солдату» (ініціатива Ігоря Єремеєва та Степана Івахіва)[79]
- Фонд «Тільки разом» (раніше — «Новий Луцьк»)[79]
- Благодійний фонд «Волинь-2014»[79][80]
- ГО «Об'єднання „Активіст“» (керівник — Костянтин Зінкевич)[79]
- ГО «Волинський координаційний центр допомоги учасникам АТО» (керівник — Юлія Спіріна)
- Громадська Організація «АЛЬТАЇР 777»
- Захисти Волинь — Збережи Україну — допомога Збройним Силам України на Волині Захисти Волинь- Збережи Україну
- Самооборона Волині
- Автомайдан Луцьк
- Ініціативна група «ВолиньSOS» (засновниця — Должко Тетяна)[81]
- Правий Сектор Волинь
- ВО ГО «Волинські патріоти»[82]
- Нововолинський центр допомоги військовослужбовцям
- Волонтерське об'єднання Нововолинська
- Ковельський центр допомоги 51 ОМБР (засновниця — Наталія Соколова)
- ВОГО «Фундація розвитку громад»
- ГО «Об'єднання Активіст» (засновник — Костянтин Зінкевич)
- Волинська обласна організація української спілки ветеранів Афганістану
- Народна самооборона Рожище
- Поліські Партизани
- Госпітальєри Луцького військового гарнізонного госпіталю
- Окремі волонтери: Мартинюк Роман[83]

#### Дніпропетровська область
- Волонтерський жіночий батальйон
- Центр допомоги військовим і цивільним «Вільна Доля»
- Центр допомоги пораненим і військовим Штабу національного захисту (вул. Комсомольська, 58, к. 315)
- Центр допомоги військовим у Дніпропетровському аеропорту
- Дніпропетровський координаційний центр допомоги переселенцям «Допомога Дніпра» (пр. К. Маркса, 119А)
- Загальний координаційний центр (вул. Куйбишева)
- Група волонтерів «Армія волонтерів Днепр» (вул. Білостоцького, 36/1)
- Товариство «Нова Нація»[84]
- Фонд оборони країни
- Волонтери ГО «СІЧ-КР» (м. Кривий Ріг) [http://sich-kr.org.ua/]
- Окремі волонтери[85]: Ричкова Тетяна, Сегеда Юлія[86], Макуха Наталія, Лучко Олена, Кондратенко Іван[87], Кочубей Сергій[88], Леонід Краснопольський Курочкіна Юлія, Рева Максим, Трущенко Наталія, Голубєва Ольга, Токар Лариса[89], Мисягін Юрій[90].

#### Донецька область
- Координаційний центр патріотичних сил «Новий Маріуполь»[91]
- Гуртом Слов'янськ[92]
- ГО «Моя Незалежна»[93]
- ГО «Союз ветеранів АТО Донбасу»[94]

#### Житомирська область
- Волонтерська група «Волонтери Полісся»[95]. Охоплюють громаду Житомирського, Баранівського, Андрушівського, Любарського та Малинського районів. Допомагають 30-й ОГМБр, 26-й АМБр, 59-й ОМБр, 92-й ОМБр, 36-й БМП та багатьом іншим підрозділам;
- Громадська організація «Атошник» для допомоги військовим та їх родинам (представлена в травні 2015)[96][97];
- Волонтерський психолого-консультативний центр «Фенікс» (Бердичів). Допомагає військовим, їх родинам та переселенцям[66][98];
- Благодійний фонд «Народна поміч», заснований Наталією Чиж та Олександром Таргонським. Співпрацює з групою «Автомайдан-Житомир»[66][99][100];
- «Допомога пораненим військовим Житомирщини»[101][102][103];
- Центр волонтерської допомоги «Сила Людей» (відкритий у вересні 2014)[104][105];
- Низка груп по виготовленню маскувальних сіток, балаклав та сухих борщів[106].

#### Закарпатська область
- БФ "Карпатіко" (Ясіня).
- Рух підтримки закарпатських військових. Відділення у м. Ужгород, Мукачево, Іршава, Виноградів, Тячів, Великий Березний, Свалява, Хуст. Об'єднує близько 100 волонтерів[107]
- Волонтерська група Негрі Власти[108]
- Закарпатський координаційний центр допомоги АТО[109]
- Закарпатський обласний комітет допомоги солдатським матерям, дружинам і учасникам антитерористичної операції (голова комітету Решетар Марина)[110]
- Окремі волонтери: Дюрдь Тетяна[111], Хаустов Богдан[112], Павлов Павло, Райхел Олександр, Тулик Сніжана та Кравчук Орися (м. Рахів)[113].

#### Запорізька область
- Громадська організація «Чесне Запоріжжя». Від червня 2014 року працює склад. Надають різнопланову допомогу: медикаменти, форма, взуття, обладнання, юридичний супровід, соціальна допомога сім'ям військовослужбовців.[114]
- Благодійний фонд «Лебедія» — різнопланова допомога ЗСУ, батальйонам територіальної оборони, психологічна реабілітація військових, соціальна підтримка біженців.[115]
- Файне Запоріжжя
- Благодійний фонд «Шпиталь Запоріжжя» — допомога бійцям на лікуванні, реабілітації.[116]
- Філатова Юлія (Координатор Волонтерської Ліги)
- Благодійний фонд «Місто Z» — займається допомогою військовим 55-ї артилерійської бригади, ВЧ 3033, допомогою переселенцям зі Сходу.
- Едуард Андрющенко, організатор благодійного інтернет-аукціону «Свій за свого»
- Ольга Ліщук, письменниця, композиторка, співачка[117]
- Благодійна волонтерська група підтримки Збройних Сил та добровольчих формувань «Наші Атланти» (м. Бердянськ). Сформована викладачами Бердянського державного педагогічного університету Володимиром Федориком, Софією Філоненко, Анеттою Омельченко, Степаном Герилівим, а також депутатом Бердянської міської ради Сергієм Шараєм. Надає різнопланову допомогу військовим.[118]
- Самооборона Бердянська.

#### Івано-Франківська область
Для координації своїх дій 13 листопада в Івано-Франківську зібралися волонтери, меценати і постачальники спорядження для військових.
- Допомога Армії. Долина — здійснює діяльність в Долинському районі.[120]
- БО «Надвірнянський фонд сприяння армії» (м. Надвірна)[121][122].
- БО «Свій за свого (Благодійний фонд)» (м. Івано-Франківськ)
- БФ «Допоможемо Україні разом» (м. Івано-Франківськ)
- БО «Промінь-ІФ» (м. Івано-Франківськ)
- ГО «Майдан-Бурштин» (м. Бурштин)

#### Київська область
- Міжнародний благодійний фонд «Марвел» (Київщина).

https://www.marvel.fund
Керівник та засновник фонду Юрій Козаченко
- Білоцерківська група «Молодої Просвіти» «Час змін» (Київщина). Координатори — Тетяна Виговська та Костянтин Климчук[123]
- Благодійний фонд «Час перемог» (Біла Церква)
- Білоцерківська волонтерська група (Біла Церква)
- Київська обласна організація Спілки офіцерів України (Біла Церква)[124]
- ГО «Народна воля» (Біла Церква)
- Білоцерківська станиця Київського братства ОУН УПА (Біла Церква)
- ГО «Громадський актив селища Борова»[125] (Фастівський район).
- Координаційний центр допомоги броварським військовим[126] (Бровари)
- «Зелена палатка Бровари волонтери» (перша назва — «Зелена палатка біля „Варуса“»)[127] (Бровари)
- «Кухарська сотня броварчан»[128] (Бровари)
- «Взаємодія. Волонтери. Бровари.» (відокремились від спільноти «Зеленої палатки біля „Варуса“»)[129] (Бровари)
- «Кухарська Сотня Приірпіння» (Ірпінь, Буча).[130]
- Іванківська група (Народний оборонпром)*

#### Кіровоградська область
Волонтерські організації та окремі активісти діють в усіх районах області. У жовтні 2014 при Кіровоградській облдержадміністрації було створено Координаційний центр надання допомоги учасникам АТО та членам їх сімей. В опублікованому ним списку перераховано 34 групи та окремих волонтера в Кропивницькому (дані за липень 2015); існує й список для інших міст і сіл області. Серед основних волонтерських організацій Кіровоградщини:
- «Армія SOS Кіровоград»[136] — допомога військовим області, зокрема, 3-му полку спецпризначення. При організації діє «Кулінарна сотня»;
- ГО «Кіровоградський Євромайдан» — активно займається підтримкою воїнів АТО та їхніх родин. У Кропивницьку активісти місцевого Євромайдану через волонтерський рух далі розвивають ідеї Революції Гідності.  Під час революції гідності протестний рух очолив Сергій Михальонок.  Уже з березня 2014-го активісти організації першими почали організовувати волонтерський рух в регіоні[недоступне посилання з липня 2019].  Від тоді вони зібрали і відправили на передову не одну машину з  військовим спорядженням, продуктами та медикаментами. За сприяння «Кіровоградського Євромайдану» діти багатьох учасників АТО безкоштовно відпочивали у таборі «Лісова застава», а самі бійці відпочили на спортивній базі в Олександрівці.
- Всеукраїнська громадська організація «Українська Варта»[137] — різноманітна допомога 34-му батальйону «Батьківщина»;
- «Єдина волонтерська платформа Кіровоградщини»[138] — об'єднання кількох волонтерських груп та окремих активістів;
- «Благодійний фонд підтримки українських військовослужбовців»[139] (створений за ініціативи облдержадміністрації на базі Кіровоградської регіональної торгово-промислової палати);
- Штаб юридичної допомоги військовим — діє при приймальні колишнього депутата Андрія Табалова;
- низка інших, у тому числі Кіровоградська обласна ГО «Патріот Кіровоградщини», «Серця матерів», «Народна Самооборона» Кіровоград, благодійний фонд «Добротвір», громадська спілка «Громадська варта», ГО «Надійний тил», БФ «Берегиня Миру», волонтери Олексій Тітов, Наталя Салімова та Ярина Романів (є засновницею психологічно-реабілітаційного  клубу «Я живу!», є координатором в Кіровоградській області волонтерської ініціативи «Посилки доброти» та проєкту Сім'ї допомагають сім'ям)
- ВОЛОНТЕРИ ГО Українська Військова Організація м. Кропивницький. Керівник Олександр Гоцуляк, заступник керівника Олена Корнилова. активно займаються допомогою добровольцям та учасникам АТО і ООС.

#### Луганська область
ГО «Лисичанск. Громада» (м. Лисичанськ, вул. 9-го травня, 97; керівник — Ромашин Родіон).

#### Львівська область
За деякими оцінками, станом на вересень 2014 в області діяли більше 200 волонтерських організацій, які допомагали людям у зоні АТО. Найбільшим на Львівщині та в усій Західній Україні є Центр забезпечення військових Народної самооборони Львівщини. Серед інших волонтерських груп області — «Допомога Армії України» ГО"Допомога Армії України-Жовква", (спільна ініціатива понад 15 громадських організацій), «Координаційний центр підтримки фронту», «Волонтерська сотня», «Допоможи фронту», «Варта 700», «Львівський лицар», «Хенд-мейд по-львівськи» та інші. Збір коштів ведеться, зокрема, в Гарнізонному храмі святих апостолів Петра і Павла.
Для координації робіт львівські волонтери спільно зі Львівською обласною радою започаткували інформаційний ресурс ato.lviv.ua.
Однією з перших ініціатив серед львів'ян по збору допомогу для мобілізованих була «Мехмат йде на війну!» в середовищі механіко-математичного факультету Львівського національного університету імені Івана Франка.
ГО « Рабів до Раю не пускають» почали свою волонтерську діяльність ще в березні 2014р, до подій на сході України, коли зі Львова почали відправляли колони Внутрішніх Військ до Криму та Херсону з метою забезпечення правопорядку. Активісти організації перші хто з Львівських Волонтерів, крім збору допомоги, почали безпосередньо доправляти гуманітарні вантажі в зону проведення АТО. За час війни, активістами організації було передано військовим ЗСУ, Нац. Гвардії та Добробатам, близько 45 автомобілів, з яких одна мобільна лазня та 7 — реанімобілей. Організація й надалі займається волонтерською допомогою Захисникам України, і буде працювати в цьому напрямку до повної перемоги України.
ГО «Варта-1» створена в листопаді 2013, коли автомобілісти зробили свій перший автопробіг для підтримки духу Львова. Відтоді активісти організації діяльно підтримували людей, найперше львів'ян на тлі подій Революції Гідності та продовжують допомагати патріотам у російсько-українській війні.
«Допоможи фронту» — збирає різноманітну допомогу та гроші, на які закуповує військові прилади та амуніцію. Збір проводиться щовівторка, четверга та суботи біля пам'ятника королю Данилу.
Громадська організація «Гвардія патріотів» — об'єднання активістів Майдану та учасників АТО. Основні зусилля зосередженні у м. Пустомити та Пустомитівському районі.
У м. Червоноград діє волонтерська група «Все буде добре», ГО Автомайдан, «Штаб Підтримки Бійців АТО» (він же «Штаб Підтримки Сил АТО») та Рух допомоги Армії операція «Маестро» — допомога бійцям 72 ОМБР, батальйону «Азов» та «Айдар», «Правому сектору».
Волонтерська організація «Група 35» — об'єднання представників Бізнес-школи УКУ, Greencubator, львівських IT-підприємців та Українського католицького університету. Основний напрямок — допомога Територіальній Обороні України з захисним обмундируванням та засобами зв'язку.

#### Миколаївська область
- У Миколаєві почала діяльність одна з найсильніших волонтерських організацій, робота якої згодом поширилася на інші міста, — Всеукраїнський центр волонтерів «Народний проект». Діють там і інші групи:
- благодійний фонд «Мирне небо»[151] (м. Южноукраїнськ);
- благодійний фонд «Миротворець» (м. Южноукраїнськ).

#### Одеська область
- Група одеських волонтерів «Мы — с армией» — допомога військовим в Одеській області, морякам та їх сім'ям, які перейшли з Криму в Одесу; м. Одеса, пров. Нечипоренко 14/1;
- Благодійний фонд «Небайдужий народ»[152] був створений для допомоги бійцям із зони АТО. Надають допомогу різноманітним військовим підрозділам, серед яких 28-ма окрема механізована бригада, 18 батальйон територіальної оборони, 42 батальйон територіальної оборони Кіровоградської області, ДУК «Правий сектор», 95 й 93 бригади, ВЧ 2008, батальйони «Айдар», «Кривбас» та інші. Склад розташований за адресою Канатна, 35.
- Група «Допомога Одеси захисникам України», волонтерська сотня Далії Северин та інші[153].
- Окремі волонтери: Олександр Філіппов (PanKapellan) — капелан в УПЦ КП, допомагає зв'язківцям; Вікторія Кротова — пораненим солдатам[153], Кирило Димов — волонтер для військових ЗСУ під час повномасштабної війни росії проти України.

#### Полтавська область
- «Полтавський батальйон небайдужих» — найпотужніша волонтерська організація області. Базується в Свято-Успенському соборі[154][155].
- Благодійна організація ветеранів повітряно-десантних військ «Фонд сприяння обороні» (м. Полтава, вул. Жовтнева, 14, к. 13).
- ГФОПДК «Карлівська самооборона», розташовується в будівлі комунального підприємства «Видавництво „Світанок“» Карлівської районної ради.[156]
- ГО «Братерство учасників антитерористичної операції Полтавщини»[157]
- ГО «Небайдужі жінки Донбасу»[158]

#### Рівненська область
В липні 2014 в Рівному спільно з обласною владою був створений координаційний центр волонтерської допомоги військовим «Допомога армії Рівне», куди ввійшли групи «Допомога армії — Рівне», «Самооборона», «Поліська січ», «Флешмоб Рівне» та інші. Координаторами Центру стали Юрій Дюг, Вікторія Шинкаренко, Роман Захарчук та Володимир Муляр; він має склади на вул. Грушевського, 2-А і вул. князя Володимира, 108. Станом на квітень 2015 волонтери області надали військовим допомогу не менш ніж на 9,3 млн грн (сумарні дані організацій «Скарбниця Надії», «Фонд Руєвит», «ДАР», «Самооборона Рівненщини» та кількох окремих активістів). Серед волонтерських організацій Рівненщини:
- Благодійна організація «Фонд Руєвит»[162] (керівник — Діана Гордійчук). Станом на квітень 2015 звітує про надання амуніції, медичної та іншої допомоги на 4,2 млн грн[161];
- Волонтерський батальйон цивільного забезпечення солдатів «ДАР»[163] (до грудня 2014 — група «Допомога армії — Рівне»)[164]. У серпні 2014 включав майже 200 волонтерів[160]. У липні 2014 відкрив кілька пунктів збору допомоги в приміщеннях ЖКП[165]. Станом на листопад 2014 надав військовим 7 тепловізорів, 300—400 рацій, близько 10 автомобілей, безпілотник та багато іншого. Крім того, працює з дитячими будинками[160][166]. В рамках організації створені група «БПЛА — Рівне» та мобільний центр безпілотної розвідки «Крила ДАР», активісти яких виготовляють безпілотні літаки «Нескорений» та навчають операторів роботі з ними[167][168][169][170][171]. Станом на квітень 2015 «ДАР» надав військовим допомоги на 2,8 млн грн[161];
- Благодійний фонд «Скарбниця надії» (станом на квітень 2015 надано різноманітної допомоги на суму майже 930 тис. грн)[161];
- ГО «Самооборона Рівненщини» (у квітні 2015 звітувала про допомогу на суму 793 тис. грн)[161];
- ГРІМ — група рівненських інструкторів-медиків. Проводить навчання з тактичної медицини[172];
- «Вірність Україні та присязі»[173], «Воїни світла», «Волонтери Острожчини», «Громада Сарненщини», волонтерський рух «Покрова», «Поліська січ», Кузнецовська міська організація української спілки ветеранів Афганістану[174], студенти та випускники «Острозької академії», кілька груп із виготовлення маскувальних сіток та продуктових наборів та інші[162][175][176][177].
- Окремі волонтери: Олександра Завальна, Ірена Нагорна, Наталя Лозовська, Інна Білецька, Наталя Гордійчук (Рівне), Аліна Воробей (Костопіль) (у квітні 2015 звітували про допомогу на загальну суму 494 тис. грн, не рахуючи передачі речей)[161][162], Любомир Волошин, Володимир Плюта (Млинів)[175].

#### Сумська область
- професорсько-викладацький склад ДВНЗ «УАБС НБУ» — допомога військовослужбовцям із Сумщини[178]
- Сумська обласна громадська організація «Волонтерський Рух Сумщини»
- «Патріоти Охтирщини»
- «Ангел-Охоронець», м. Охтирка
- волонтерська група Андрій Букін — Юрій Сінько
- «Благодійний фонд Павловського»
- благодійний фонд «Тепло сердець»[179]
- Благодійний фонд «Сагасітас-Україна»[180]
- Центр військово-правової допомоги
- БО "Громадський Фонд «СУМИ» (Допомога пораненим військовим, збір тактичних аптечок, допомога сім'ям загиблим Героям, Авто для Ато, допомога 58 ОМБр, інформаційний центр бійцям АТО)

#### Тернопільська область

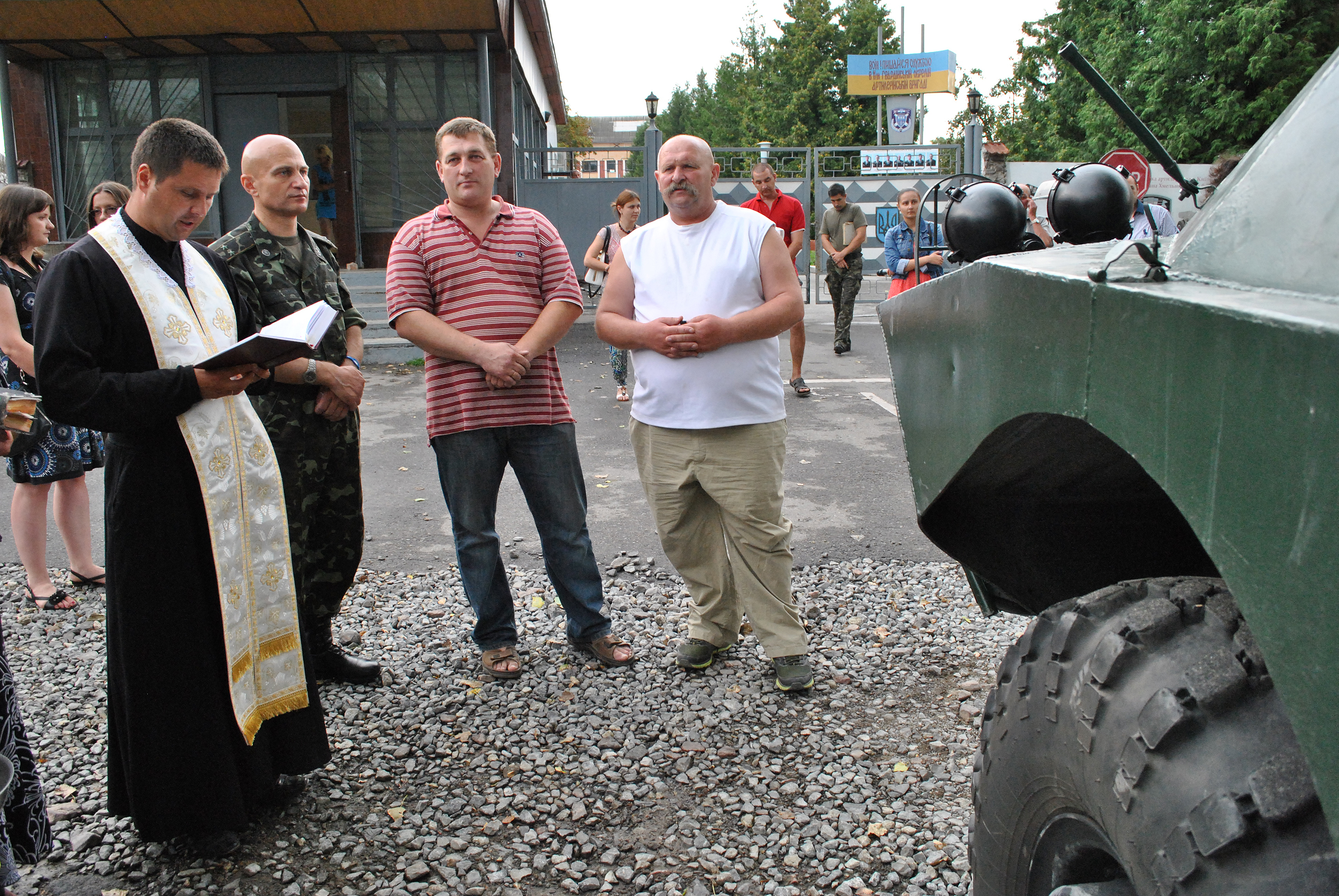
Микулинецькі волонтери передають в АТО відремонтовану БРДМ-1

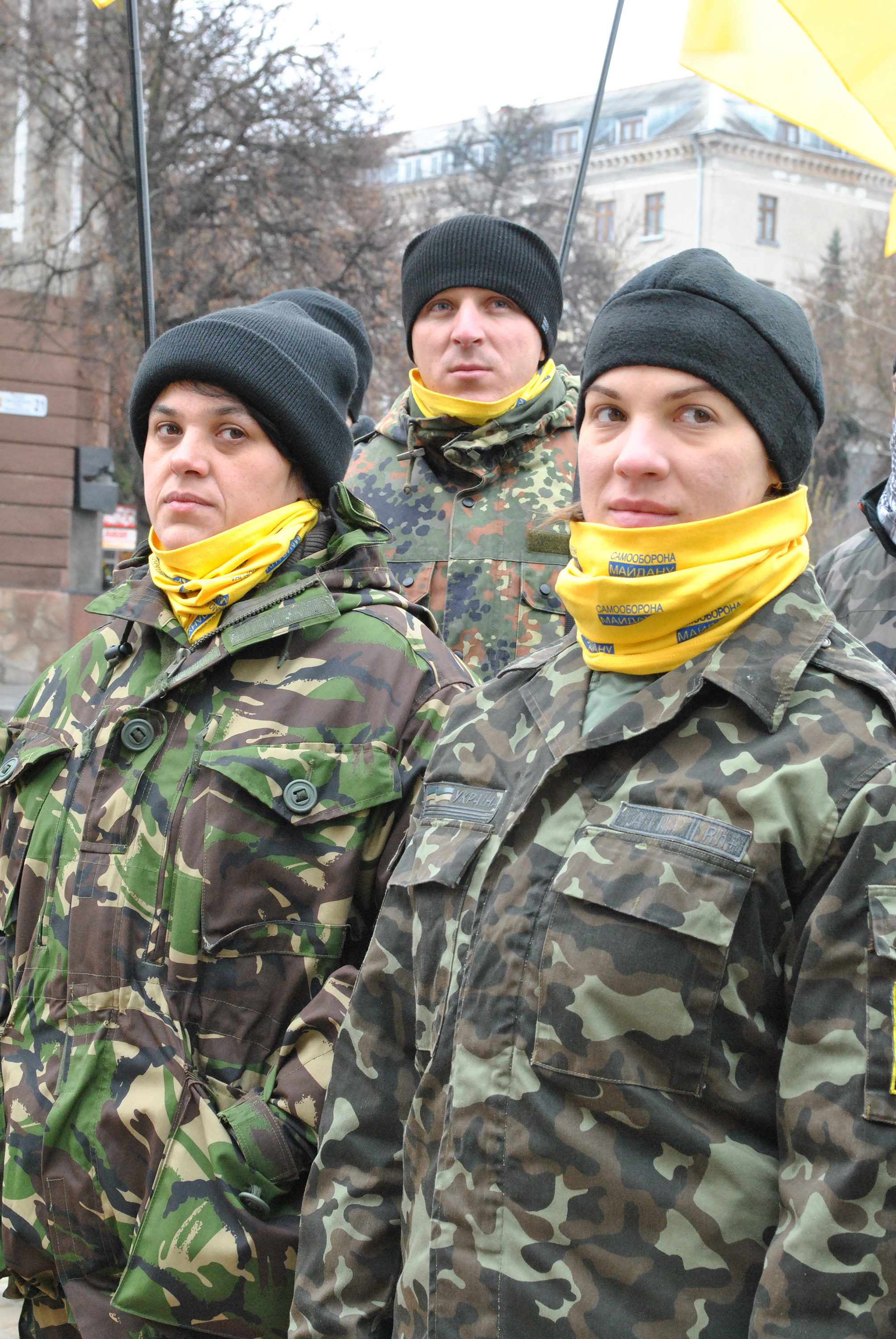
Самооборонівці Тернополя, волонтери АТО. Зліва: активістка Майдану, волонтерського руху Тернопільської області, письменниця, етнолог та фольклорист Лілія Мусіхіна

У Тернополі від липня 2014 діє Логістичний центр (склад) допомоги бійцям АТО. У часи найбільшої активності центр базувався на трьох складах: склад № 1 на вул. Збаразькій, 16 (гуртовня «Галант»), склад № 2 на вул. Академіка Дністрянського, 10 і склад № 3 на вул. Подільській, 21 (база Овочторг). За підтримки центру діє військово-патріотичний вишкіл «Захисти свій дім», де тернополян готують до ведення партизанської боротьби, навчають тактичної медицини, проводять тренінги для журналістів, які працюватимуть у зонах бойових дій.
Також волонтерською допомогою в Тернополі займаються ГО «Самооборона Майдану», ГО «Автомайдан Тернопіль» та окремі активісти. 5 грудня 2014 року найкращим волонтерам краю з нагоди дня Збройних Сил України вручили подяки Тернопільської обласної державної адміністрації.
У Чорткові громадські організації об'єдналися у «Громадський Альянс Чортківщини», до якого увійшли Чортківський осередок ВО «Автомайдан», «Майдан-Захід», громадське формування «Форт», «Самооборона Чортківщини», «Волонтерська Ліга», «Українська молодь — Христові», автоклуб «Стрітер», клуб фрі-файту «Характерник».
У Бучачі волонтерський рух очолює Василь Ковальов, склад розташований у приміщенні кінотеатру на вул. Галицькій[джерело?]. На рахунку волонтерів Бучаччини багато переданих автомобілів (декілька реанімобілів, джипів та інших транспортних засобів), постійні поїздки в зону АТО та підтримка військових — як матеріальна так і моральна.
У Козові волонтерською групою «Допомога військовим Тернопілля» організовано склад допомоги АТО на території районної лікарні (вул. Зелена, 19)[джерело?], де проводиться збір одягу, провізії та медикаментів. Налагоджена комплектація індивідуальних аптечок та проведення інструктажів з надання долікарської допомоги. Група доправила до зони АТО два автомобіля медичної евакуації (станом на червень 2015). Крім того, вона постачає медичне обладнання, ліки та харчі.
У м. Борщів створено Волонтерський рух проти війни «Vоля-Борщів», ініціаторами створення якого були Борщівська партійна організація ВО «Свобода», громадське формування «Самооборона Борщівщини» та ГО «ВО Майдан». Волонтери руху створили базу даних бійців, які проживають або є вихідцями з Борщівщини і які в різні періоди від початку війни брали та беруть участь у бойових діях, для їх матеріального забезпечення та надання допомоги. Діє логістичний склад продуктів та речей для фронту.

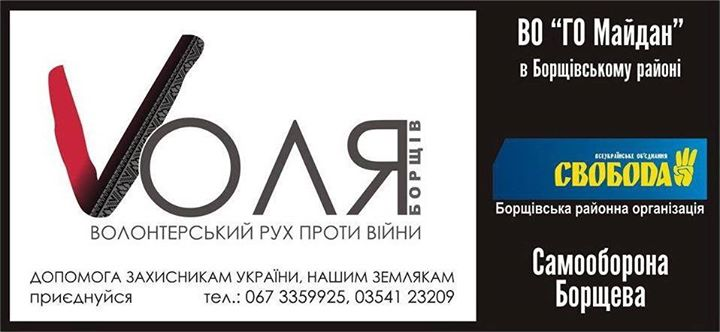
Волонтерський рух проти війни «Vоля-Борщів»
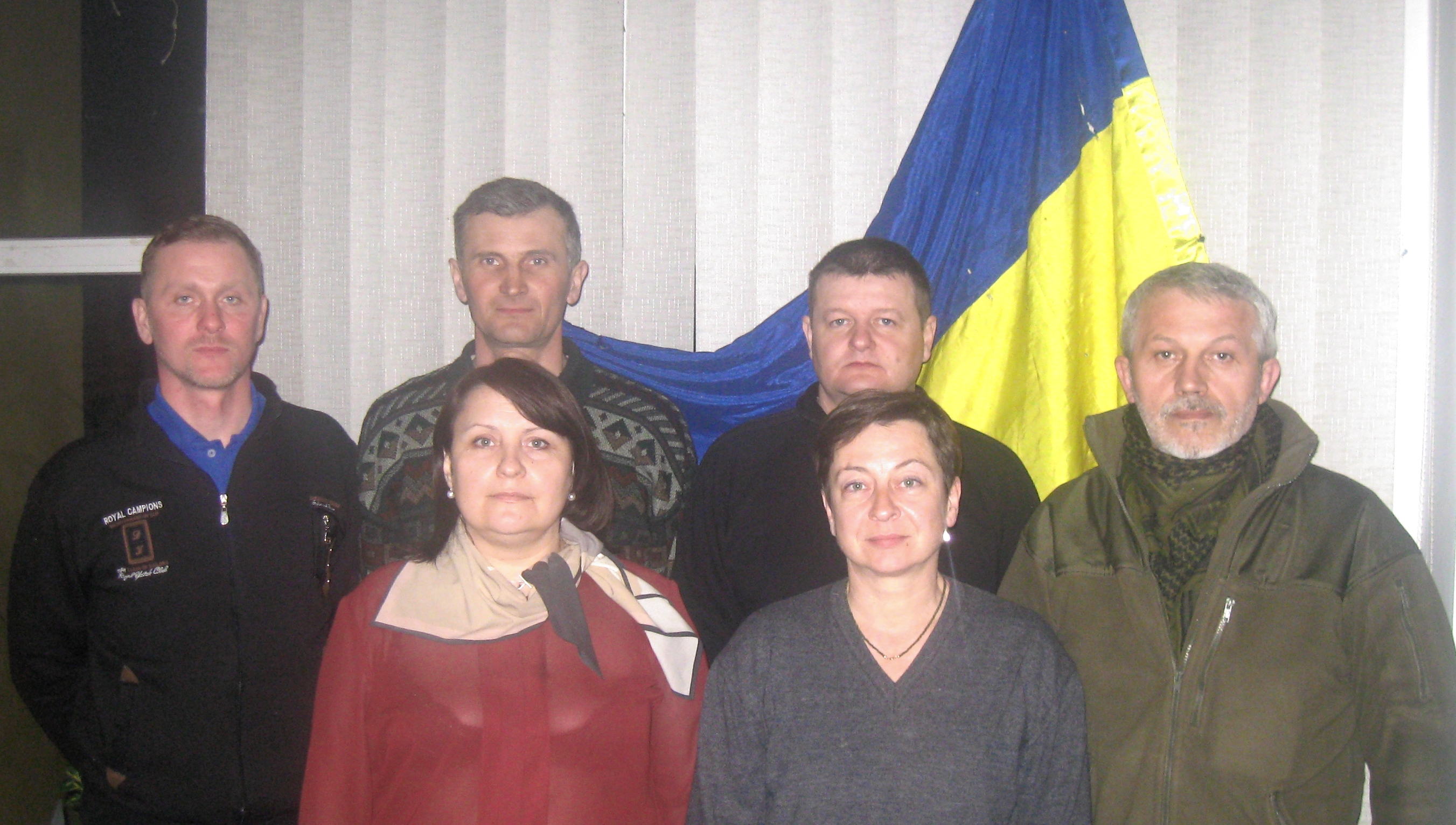
Засновники Волонтерського руху проти війни "Vоля-БОРЩІВ". Зліва направо: Онишко Михайло, Грицак Іван, Яворська Наталія, Чугаєвський Володимир, Соррентіно Світлана, Яворський Володимир
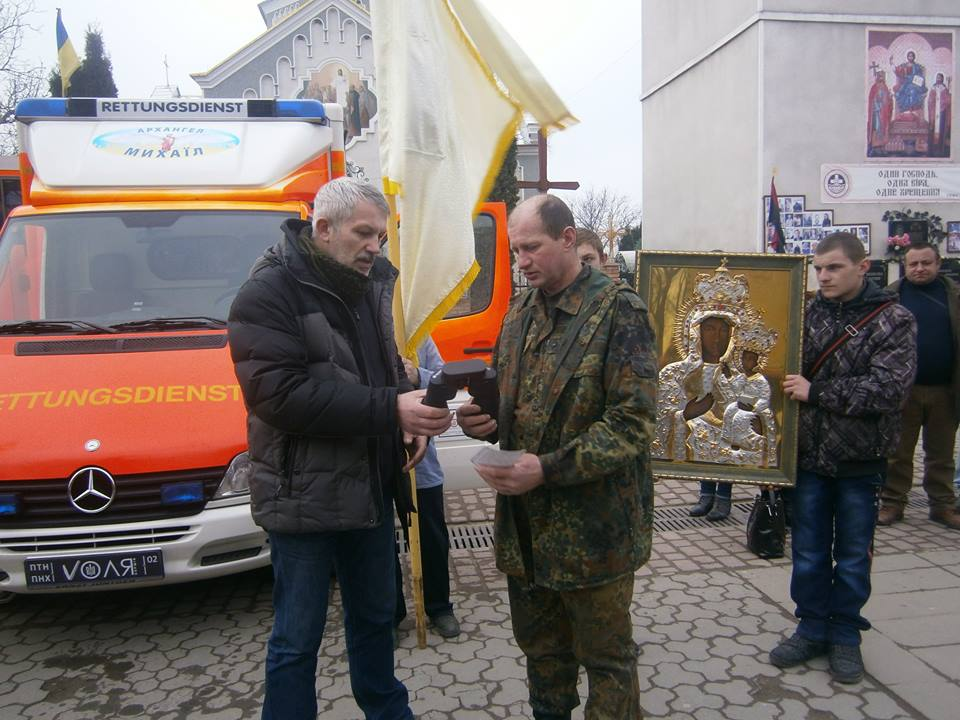
Освячення другого реанімобіля «Архангел Михаїл» у Борщеві та переданого керівнику «Екстреної медичної служби „Хотабич“» (АСАП ЕМС Хоттабич) Іллі Лисенку. На фото (зліва) координатор Волонтерського руху Володимир Яворський вручає бінокль (справа) бійцю 80 окремої аеромобільної бригади із Борщева.

#### Харківська область
Благодійний фонд «Соціальне місто» https://ukraine-charity-social-city.com.ua/
Благодійний фонд"БуДДопомога Харків" https://t.me/BUDDOPOMKH
Волонтерська група Help Army — одна з найпомітніших у країні. Діє з березня 2014, а вже в серпні об'єднувала біля 500 активістів і мала 14 координаторів;
- Волонтерська група Романа Доніка (м. Харків);
- «Станція Харків» (допомога переселенцям та родинам загиблих)[191];
- волонтерська група «Дія» (м. Харків);
- волонтерська група «Наш Харків» (м. Харків);
- фонд «Єдина Родина»[192][193];
- БФ «Сестра Милосердия АТО» (м. Харків)[190][194];
- Фонд «Мир и Порядок»[190];
- «Реальная помощь военным»[195]
- Штаб територіальної оборони Харківської області (до його складу ввійшли: «Громадська варта», благодійний фонд «Мир і порядок», волонтерська група «Help Army», громадська організація «Автомайдан», громадська організація «Самопоміч», «Громадська самооборона Харкова», «Правий сектор», «Комітет оборони Майдану» та інші)[196].
- Громадська організація «ГО-Альтернатива» (смт Пісочин), волонтерська група «Вільні люди»[197][198][199][200][201][202][203][204][205]

#### Херсонська область
- Волонтерський батальйон «Херсонская Чайка»[206]

#### Хмельницька область
- ГО «Славутське міськрайонне об'єднання „Майдан“», м. Славута[207]
- ГО «Моя країна — єдина Україна», м. Кам'янець-Подільський[208]

#### Черкаська область
У Черкасах діє «Центр допомоги армії», який розташовується на території колишньої тютюнової фабрики, а нині Муніципального центру розвитку. Очолює його представниця громадської організації «Громадський блокпост» Оксана Циганок. Центр об'єднав чотири громадські волонтерські організації Черкас: «Правий сектор», «Громадський блокпост», «Справедливість» та Об'єднання патріотичних сил. Діють також інші організації:
- Благодійна організація «Благодійний фонд Вільні» керівник Руфат Абілов.

Допомагають сім'ям які залишилися в критичній сітуації або постраждали від військової агресії. Забезпечують військовослужбовців необхідним, піклуються пораненими військовими в лікарнях та госпіталях.
- Центр забезпечення військових у зоні АТО (Самооборона)[213][214]
- ГО «Волонтер Черкащини» (координатор — Микола Добровольський),
- «Наш батальйон» (координатор — В'ячеслав Скічко),
- волонтерська група «Поміч народа» (керівник — Олександр Мусієнко),[215][216]
- Громадська ініціатива «Смачна сотня»
- благодійний фонд «Час надії» (керівник — Лариса Когут),[217]
- фонд «За процвітання Черкащини»[212],
- фонд «Нова громада»[212].
- Окремі волонтери: Лілія Усік (Шпола)[218][219], Костянтин Бевзенко[220], Олександр та Галина Тимошенко[221].

#### Чернівецька область
- Волонтерська організація «Буковина — українському війську»
- ГО «Дорогою Добра»
- ГО «Допомога Українській армії Чернівці-Лужани» (Кіцманська районна організація)[222][223].
- ГО «Волонтерський рух Буковини»
- Координаційний штаб «Буковина — українському війську»[224]
- ГФ «Козацька Варта» (м. Глибока)[225]
- ГО «Волонтери Вижниці» (м. Вижниця)

- Окремі волонтери: Дарина Козоріз[227].

#### Чернігівська область
- Єдиний Волонтерський Центр
- ГО «Вогонь Відродження» (м. Чернігів, м. Бахмач)
- ГО «Молодь Проти» (м. Чернігів)
- ГО «ПАТРІОТ ПРИЛУКИ» (м. Прилуки)
- Відокремлений підрозділ ГО «Ріка життя» у Чернігівській області; ГО «Міський молодіжний центр «Жменя»; благодійний фонд «Поліський оберіг» (м. Чернігів, Гусак Регіна Вікторівна)

### Інші (без розташування)
- ГО «Підмога.інфо» — допомога з питань протезування бійців.

### Іноземні
- БФ «Міжнародна асоціація підтримки України». Представники у країнах: Роман Ганапольський і Тетяна Хоменко — Австрія, Ольга і Дмитро Пужай — Німеччина, Антон Горшков — Словаччина, Ольга Чуйко-Дурбак і Тарас Дурбак — Україна, Українське братство (La Fraternité Ukrainienne) i Дмитро Атаманюк — Франція[228].
- Франкфуртський Обоз[229]
- London Euromaidan[230]
- фонд «Супутник»[231]
- Закордонні осередки «Армії SOS», зокрема «Army SOS Murcia»[232][233], «Army SOS UK»[234], «Army SOS Canada»[235] та інші.

## Волонтери

### Окремі волонтери
- Олександр Черниш — громадський діяч, підприємець, волонтер. Верховний Отаман Козацької гвардії України
- Олена Толкачова (позивний «Гайка») — керівник патронатної служби при полку «Азов»[236].
- Наталія Юсупова — волонтер, підприємець.
- Руфат Абілов — волонтер, керівник та засновник Благодійного фонду Вільні
- Алла Мартинюк — допомога бійцям медикаментами, одягом та продуктами харчування.
- Армен Нікогосян — досвідчений нейрохірург, який за власним бажанням відправився в зону АТО, та вже багато місяців ризикуючи життям рятує військових навіть в найгарячіших точках фронту. На своїй «швидкій» він дістається навіть самих віддалених блок-постів, якщо там потрібна його допомога. Одним з найвідоміших подвигів лікаря є порятунок 1-го блок-посту в липні 2014. Після атаки терористів та блокування підходів до позицій посту він прорвався на своєму реанімобілі в саме серце бою та завантаживши в машину 24 десантники відвіз їх до Ізюмської лікарні. Лауреат ордена «За заслуги» III ступеня.[237]
- Юлія Смірнова — допомога пораненим бійцям і їхнім родинам.
- Любов Савліва — юрист із 15-річним досвідом, надає безкоштовні юридичні послуги учасникам АТО, їх родинам та вимушеним переселенцям. Бере активну участь у зборі коштів, речей, одягу, продуктів харчування та медикаментів для учасників АТО, поранених, полонених та вимушених переселенців. Відзначена подякою Громадської організації "Всеукраїнська правозахисна організація «Юридична сотня» — «За високопрофесійну правову допомогу учасникам війни України проти російської агресії, за небайдужість та активну громадську позицію!». Нагороджена відзнакою Президента України «За гуманітарну участь в антитерористичній операції».
- Лідія Буцька[44][238] — лікар, к.мед.н., медичний реабілітолог, надає безкоштовні послуги з медико-психологічної та фізичної реабілітації постраждалим на Майдані та в АТО. Організує та бере активну участь в зборі коштів, речей, одягу, продуктів харчування, медикаментів для учасників АТО, поранених, вимушених переселенців, є організатором Волонтерського Координаційного Центру в ТЦ «Мармелад», співорганізатор центру допомоги біженцям в «Дрімтаун-2», брала участь в організації першого центру поселення для вимушених переселенців та їх сімей на базі санаторію Тетерів, м. Коростишів.
- Наталія Луговська[239] — військовий психолог-волонтер, бере участь у реабілітації атовців з ПТСР (Червоноград)[240].
- Наталія «Куба» Іванець[241][242] — волонтер АТО, збір коштів та закупівля амуніції та ліків, член громадського формування «Червоноградська Самооборона».
- Ярина Михальонок (Романів)  — волонтер, допомога сім'ям загиблих військових. Після Іловайська почала активно і цілеспрямовано займатися лише дітьми і дружинами загиблих військових бійців. У траві 2015 року в Кропивницькому  створила психологічно-реабілітаційний клуб «Я живу!» для сімей загиблих в АТО. Метою клубу є бажання почути проблеми дружин військових і допомогти подолати наслідки війни, висловити свою вдячність за героїзм їхніх чоловіків. Разом з тим не забувають про Дітей, в рамках клубу проводяться заняття із арт-терапії в ігровій формі. Є координатором в Кіровоградській області волонтерської ініціативи «Посилки доброти» та проєкту Сім'ї допомагають сім'ям. Нагороджена медаллю «За жертовність і любов до України»
- Андрій Полтава (Андрій Карпов) — офіційно зареєстрований волонтер АТО. Допомога військовим. Придбання техніки, ліків, спорядження. Збір коштів серед глядачів каналу ВАТА ШОУ.

Зелененко Євген Сергійович - військовий волонтер,засновник Блогодійного фонду "привид" допомога війсковим.

### Перелік відзначених волонтерів
За рейтингом «100 найвпливовіших жінок України» журналу «Фокус», перше місце посіли Жінки миру, серед яких названо волонтерів Тетяну Ричкову, Дану Ярову, Альону Сонцеславу, Анастасію Березу, Олену Білозерську, Олександру Дворецьку (кримський правозахисний центр «Дія», волонтерська організація «Восток-SOS»), Наталію Воронкову («Волонтерська сотня Доброволя»), Ганну Сандалову (благодійний фонд «Підтримай армію України»), Галину Алмазову, Неллі Стельмах та Діана Петереня (фонд «Крила Фенікса»).
23 серпня 2014 року, з нагоди Дня Незалежності України, Указом Президента України активістів волонтерського руху відзначено державними нагородами України:
- орденом «За заслуги» III ступеня
  - Арахамія Давид Георгійович — волонтер «Народного проекту», м. Миколаїв
  - Артабаєв Зубер Борисович — волонтер, член громадської організації «Київська міська спілка ветеранів Афганістану»
  - Балан Роман Олександрович — волонтер, Київська область
  - Бірюков Юрій Сергійович — радник Президента України, волонтер благодійного фонду «Крила Фенікса», м. Київ
  - Васильченко Віталій Васильович — волонтер, член громадської організації «Київська міська спілка ветеранів Афганістану»
  - Дейнега Віталій Олегович — волонтер, м. Київ, керівник групи «Повернись живим»
  - Донік Роман Вікторович — волонтер, м. Черкаси
  - Касьянов Юрій Володимирович — волонтер, активіст громадської ініціативи «АРМІЯ SOS», м. Київ
  - Ковальчук Дмитро Валентинович — волонтер, активіст громадської ініціативи «АРМІЯ SOS», Житомирська область
  - Кожемяка Всеволод Сергійович — волонтер, активіст благодійного фонду «Мир і порядок», м. Харків
  - Кривошей Дмитро Михайлович — волонтер, член громадської організації «Спілка ветеранів Афганістану Оболонського району міста Києва»
  - Мартинюк Роман Юрійович — волонтер, Волинська область
  - Нікогосян Армен Володяйович — лікар, волонтер, Кіровоградська область
  - Тітов Олексій Євгенійович — волонтер, м. Кіровоград
  - Тука Георгій Борисович — волонтер, м. Київ
  - Харченко Володимир Олександрович — волонтер, член правління Спілки ветеранів Афганістану Деснянського району міста Києва
  - Хоменко Олег Васильович — волонтер, м. Київ
- орденом княгині Ольги III ступеня
  - Бідняк Тетяна Володимирівна — волонтер, активіста громадського об'єднання «Help Army», м. Харків
  - Воронкова Наталія Олегівна — волонтер, м. Київ
  - Макарова Діана Костянтинівна — волонтер, координатор благодійної ініціативи «Фонд Оперативної Національної Допомоги», м. Київ
  - Масоріна Олена Сергіївна — волонтер, м. Київ
  - Петреня Діана Олександрівна — волонтер, Миколаївська область
  - Ричкова Тетяна Борисівна — волонтер, м. Дніпропетровськ
  - Сандалова Ганна Олександрівна — волонтер, м. Київ
- медаллю «Захиснику Вітчизни»
  - Башей Ольга Олексіївна — лікар волонтерської групи «Екстрена медична служба „Хотабич“», м. Київ
  - Горенко Євгеній Васильович — лікар волонтерської групи «Екстрена медична служба „Хотабич“», м. Черкаси
  - Маркевич Ярослав Володимирович — волонтер, активіст громадського об'єднання «Help Army», м. Харків
  - Михайлова Аліна Артурівна — волонтер, активіст громадської ініціативи «АРМІЯ SOS», м. Київ
  - Мілютіна Вікторія Василівна — волонтер, активіст громадського об'єднання «Help Army», м. Харків
  - Савченко Олексій Олексійович — волонтер, активіст громадської ініціативи «АРМІЯ SOS», Харківська область
  - Таубе Андрій Борисович — волонтер, активіст громадського об'єднання «Help Army», м. Харків
  - Тропінов Ярослав Олександрович — волонтер, активіст громадської ініціативи «АРМІЯ SOS», м. Київ
  - Фощан Олександр Миколайович — волонтер, активіст громадської ініціативи «АРМІЯ SOS», м. Київ
- медаллю «За працю і звитягу»
  - Привалов Леонід Михайлович — волонтер, Луганська область
  - Хлєбосолов Сергій Юрійович — волонтер, Луганська область

5 грудня 2014 року, з нагоди Міжнародного дня волонтера, Указом Президента України активістів волонтерського руху відзначено державними нагородами України:
- орденом Богдана Хмельницького III ступеня
  - Бірюков Юрій Сергійович — радник Президента України, волонтер благодійного фонду «Крила Фенікса», м. Київ
  - Донік Роман Вікторович — волонтер волонтерської групи Романа Доніка, м. Харків
  - Звягін Іван Юрійович — волонтер волонтерської групи «Дія», м. Харків
  - Мочанов Олексій Юрійович — волонтер, м. Київ
  - Ричкова Тетяна Борисівна — волонтер благодійного фонду «Крила Фенікса», м. Дніпропетровськ
- орденом «За мужність» III ступеня
  - Буренко Максим Миколайович — волонтер благодійного фонду «Підтримай армію України», м. Київ
  - Пономаренко Сергій Андрійович — волонтер, м. Харків
  - Райхельс Павло Євсійович — волонтер волонтерської групи Романа Доніка, м. Харків
  - Слободянюк Тарас Олександрович — волонтер благодійного фонду «Підтримай армію України», м. Київ
  - Тітатрєв Владислав Олександрович — волонтер, м. Дніпропетровськ
- орденом княгині Ольги III ступеня
  - Губа Тетяна Петрівна — волонтер, м. Дніпропетровськ
  - Гук Ірина Олександрівна — волонтер громадської організації «Народний тил», м. Київ
  - Лучко Олена Валентинівна — волонтер, координатор благодійного фонду «Допомога Дніпра», м. Дніпропетровськ
  - Негріу Людмила Анатоліївна — волонтер волонтерської групи Романа Доніка, м. Харків
  - Стельмах Неллі Григорівна — начальник відділу взаємодії з волонтерами Центру забезпечення службової діяльності Міністерства оборони України і Генерального штабу Збройних Сил України
  - Федяй Наталя Олександрівна — волонтер громадської організації «Народний тил», м. Київ
  - Ярова Богдана Едуардівна — волонтер, голова правління благодійного фонду «Рятуємо життя разом», м. Київ
- медаллю «За працю і звитягу»
  - Макаренко Катерина Миколаївна — волонтер, м. Харків
  - Яресько Катерина Вікторівна — волонтер, м. Харків

Також цього дня Міністр оборони України Степан Полторак нагородив 10 волонтерів за визначні заслуги в забезпеченні обороноздатності України, зміцненні національної безпеки іменною зброєю (нагороджені, зокрема, Олексій Мочанов, Діана Макарова, Роман Донік, Тетяна Ричкова), наручний годинник отримав Давид Арахамія.
6 березня 2015 року, з нагоди Міжнародного жіночого дня, Указом Президента України активістів волонтерського руху відзначено державними нагородами України:
- орденом княгині Ольги III ступеня
  - Бандалетова Вікторія Юріївна — волонтер, член громадської організації «Всеукраїнська Гвардія революції», Київська область
  - Башей Ольга Олексіївна — волонтер, член громадської організації «Всеукраїнська Гвардія революції», м. Київ
  - Борисенко Тетяна Григорівна — волонтер, член громадської організації «Всеукраїнська Гвардія революції», Чернігівська область
  - Вотчер Юлія Луківна — волонтер, координатор Штабу національного спротиву
  - Земляна Ірина Олександрівна — волонтер, член громадської організації «Спілка морських піхотинців України», Полтавська область
  - Майборода Ганна Анатоліївна — голова комітету Асоціації народних волонтерів України
  - Попова Галина Іванівна — волонтер, член громадської організації «Всеукраїнська Гвардія революції», м. Кіровоград
  - Сивак Оксана Василівна — волонтер, член громадської організації «Всеукраїнська Гвардія революції», м. Київ
  - Толмачова Юлія Віталіївна — волонтер, м. Житомир
  - Чижик Катерина Вікторівна — волонтер, заступник керівника штабу національного захисту Дніпропетровської області
  - Чорна Наталя Василівна — волонтер, член громадської організації «Всеукраїнська Гвардія революції», Київська область
- медаллю «За врятоване життя»
  - Дацко Марта Ігорівна — волонтер, член громадської організації «Всеукраїнська Гвардія революції», м. Львів

Указом Президента України від 17 лютого 2016 року затверджено положення про відзнаку Президента України «За гуманітарну участь в антитерористичній операції». Нею нагороджуються працівники підприємств, установ та організацій, інші особи, які залучалися або добровільно забезпечували проведення антитерористичної операції в Донецькій та Луганській областях, здійснювали волонтерську діяльність, перебуваючи безпосередньо в районі проведення антитерористичної операції у період її проведення.
- Михальонок Сергій Анатолійович, координатор ГО «Кіровоградський Євромайдан», Кропивницький
- Савліва Любов Олександрівна, голова правління ГО «Моя країна — єдина Україна», м. Кам'янець-Подільський
- Паляниченко Сергій Семенович, голова ГО «Моя країна — єдина Україна», м. Кам'янець-Подільський

### Загиблі волонтери
- Грачов Юрій Олександрович (18.03.1975 — 18.12.2014), волонтерська група «Аеророзвідка» — загинув від вибуху під час випробування безпілотника на Яворівському полігоні, киянин[246]
- Шлюсар Роман Дмитрович (12.09.1983, м. Чернівці — 18.12.2014, під Лисичанськом Луганської області), волонтер ВО «Буковина — українському війську» — загинув уночі від вибуху гранати на одному з блокпостів[247]
- Кочетков-Сукач Володимир Вячеславович (09.10.1971, м. Київ — 15.03.2015, м. Красногорівка), керівник волонтерського проєкту «Аеророзвідка» — підірвався на міні-розтяжці.

## Шахрайські організації
На тлі широкого волонтерського руху постали низка шахрайських організацій, що видають себе за волонтерів російсько-української війни. За даними МВС України, серед них:
- «Дитячі долоні»;
- «Сильні люди»;
- «Знедолені діти»;
- «У ритмі серця»;
- «Дев'ять життів»;
- «Людський промінь світла»;
- «Союз матерів»;
- «Опора Віра Любов» тощо…

Деякі шахраї представляються активістами відомих волонтерських організацій або й реєструють свої групи під схожими назвами.